# Johann Caspar von Orelli
Johann Caspar Von Orelli est un philologue suisse, né le 13 février 1787 à Zurich, d'une famille originaire du canton Tessin, mort le 6 janvier 1849. Il est le cousin du pasteur érudit Johann Konrad Orelli.

## Biographie
Il est d'abord pasteur de l'Église réformée à Bergame, puis professeur à Coire (1814). Il est appelé en 1819 à Zurich pour occuper la chaire d'éloquence et d'herméneutique, démissionne de ses fonctions en 1822 parce qu'on suspecte son orthodoxie, mais est bientôt rappelé et nommé en 1833, lors de la fondation de l'Université de Zurich, professeur extraordinaire de littérature ancienne. 

## Œuvres
Outre quelques ouvrages originaux (Histoire de la poésie italienne, 1810 ; Victorin de Feltre, 1812 ; la Réforme en Suisse, 1849), on lui doit des éditions fort estimées, dont la plupart sont accompagnées de commentaires où brillent une érudition variée et choisie, une rare sagacité, une précision et une correction remarquables.
- Cicéron, Zurich, 1826-38, 8 vol. dont :
  - vol. 1, 1845
  - vol. 2, partie 1, 1854
  - vol. 2, partie 2, 1856
  - vol. 3, 1845
  - vol. 4, 1861
- Phèdre, 1832.
- Velleius Paterculus, 1835.
- Salluste, 1840.
- Horace, 1837 et 1843 (partie 2)
- Tacite, 1846-1848 :
  - vol. 2, éd. 1854
- la Théogonie d'Hésiode, 1836.
- Platon, en grec, avec les scholies et les glossaires anciens, 1839.
- Inscriptionum latinarum amplissima collectio, 1828, 2 vol. in-8
  - vol. 1
  - vol. 2
  - vol. 3 : supplément par Henzen, 1856

un précieux recueil d'inscriptions, préférable à tous les recueils analogues publiés jusque-là, très utile pour l'étude de la religion et société romaine publique et privée.

## Source
Cet article comprend des extraits du Dictionnaire Bouillet. Il est possible de supprimer cette indication, si le texte reflète le savoir actuel sur ce thème, si les sources sont citées, s'il satisfait aux exigences linguistiques actuelles et s'il ne contient pas de propos qui vont à l'encontre des règles de neutralité de Wikipédia.